# 安珀河
安珀河位于德国巴伐利亚州南部，是伊萨尔河最大的支流。它发源于阿默湖，最终在莫斯堡注入伊萨尔河，全长185公里。
安珀河流经的主要城镇有：菲尔斯滕费尔德布鲁克、达豪和莫斯堡。